# Payday 2
Payday 2 ist ein Computerspiel aus dem Jahr 2013. Es wurde von Overkill Software gemeinsam mit dem Mutterkonzern Starbreeze Studios entwickelt und von 505 Games (Overkill Software hat sich seit dem 30. Mai 2016 von der Firma 505 Games getrennt) veröffentlicht. Payday 2 ist der Nachfolger von Payday: The Heist, das noch von Overkill Software alleine entwickelt wurde. Am 23. Februar 2018 wurde eine Umsetzung für die Nintendo Switch veröffentlicht. Das Ziel des Ego-Shooters ist es, Raubüberfälle und ähnliches im Koop-Modus zu planen und auszuführen.

## Spielprinzip
Das Spiel ist in Missionen aufgebaut, die als „Heists!“ (engl. für Raubüberfälle) bezeichnet werden. Es gibt kaum Zusammenhänge zwischen den Missionen, das Spiel ist stattdessen als Koop-Shooter konzipiert, in dem bis zu vier Spieler miteinander einen Raubüberfall starten. Im Einzelspielermodus werden dem Spieler als Ersatz für menschliche Mitspieler drei Bots zur Seite gestellt, welche aber lediglich schießen, Taschen tragen, wenn man diese ihnen zuwirft, und einem aufhelfen können. Weitere Gameplayelemente (interagieren etc.) können sie nicht übernehmen. Um diesen Nachteil auszugleichen, besitzen Bots deutlich mehr Lebenspunkte als menschliche Spieler.
Es gibt vier Hauptcharaktere oder „Original Heisters“: Dallas, Chains, Wolf und Hoxton. Da Hoxton aber im Gefängnis war, musste der jüngere Bruder von Dallas als Houston die Lücke füllen.
Fast jede Mission lässt sich alternativ im Stealth-Modus spielen. Einige der Missionen ziehen sich über mehrere Missionstage hinweg, bei anderen kommt eine Flucht dazwischen. Anders als bei Ego-Shootern üblich, muss der Spieler in Payday 2 auf ein Fadenkreuz als Zielhilfe verzichten.
Der Spieler erhält nach einer erfolgreichen Mission Erfahrungspunkte und steigt Level auf. Je höher das Level ist, desto mehr Fähigkeitspunkte kann er verteilen, sowie weitere Waffen nutzen.

## Erweiterungen
Seit der Veröffentlichung erschienen eine Vielzahl an sowohl kostenlosen, als auch kostenpflichtigen Erweiterungen, sogenannte DLCs. Diese beinhalten größtenteils neue Missionen, Waffen(-Modifikationen) sowie neue Spiel-Funktionen und spielbare Charaktere.
Folgende DLCs sind bisher erschienen:
- Armored Transport
- Gage Weapon Pack #01
- Charlie Santa Heist / GO Bank Heist
- Infamy 2.0 Update
- A Merry Payday Christmas Soundtrack
- Gage Weapon Pack #02
- The Death Wish Update
- The Election Day Heist
- Gage Mod Courier
- Gage Sniper Pack
- The Shadow Raid Heist
- The Big Bank Heist
- The Official Soundtrack
- Gage Shotgun Pack
- Gage Assault Pack
- Gage Spec Ops Pack
- Hotline Miami
- Gage Historical Pack
- The White XMAS Heist
- Clover Character Package
- The Diamond Heist
- The Bomb Heist
- Hotline Miami 2
- Dragan Character Package
- The Overkill Pack
- The Butcher’s AK/CAR Mod Pack
- Infamy 2.0
- The Butcher’s BBQ Pack
- The Butcher’s Western Pack
- Scarface Character Pack
- The Meltdown Heist
- The Alesso Heist
- Sokol Character Package
- The Golden Grin Casino
- Gage Ninja Pack
- Yakuza Character Package
- Gage Chivalry Pack
- Point Break Heists
- The Goat Simulator Heist
- Wolf Pack
- Sydney Character Pack
- Biker Character Pack
- The Biker Heist
- John Wick Weapon Pack
- Scarface Heist
- John Wick Heists
- h3h3 Character Pack
- Border Crossing Heist
- Tailor Pack 1
- Cartel Optics Mod
- San Martín Bank Heist
- Federales Weapon Pack
- Tailor Pack 2
- Weapon Color Pack 1

- Breakfast in Tijuana Heist
- Fugitive Weapon Pack
- Weapon Color Pack 2

Am 10. Mai 2017 wurde angekündigt, dass alle DLCs nicht mehr einzeln zu erwerben sind und nur noch über die Ultimate Edition erhaltbar sind. Seit dem 25. Oktober 2019 kann man wieder alle DLCs einzeln kaufen und die Ultimate Edition heißt nun Legacy Collection.

## Rezeption
Payday 2 erhielt zumeist positive Wertungen (Metacritic: 79 von 100 (Win)/75 (Xbox 360)/74 (PS3)).
Das Spiel verkaufte sich innerhalb des ersten Monats nach Verkaufsstart 1,58 Millionen Mal, 80 % davon auf dem digitalen Vertriebsweg. Dank guter Vorverkaufszahlen hatte sich das Spiel bereits vor der Veröffentlichung amortisiert. Die guten Verkaufserlöse von Payday 2, des Vorgängers und des Spiels Brothers: A Tale of Two Sons trugen dazu bei, dass Starbreeze im Geschäftsjahr 2013 erstmals seit Gründung 1998 einen Umsatzgewinn verzeichnen konnte. 2013 gewann Payday 2 den Golden Joystick Award in der Kategorie Bester Multiplayer.
Am 16. Oktober 2015 hat Overkill Payday 2 mit dem Update Black Market zu einem Spiel mit Mikrotransaktionen gemacht, das neue System ähnelt stark dem von Counter-Strike: Global Offensive. Nach einem gewonnenen Überfall besteht die Chance auf einen Tresor, welcher im Steam-Inventar gelagert wird. Die Ankündigung führte zu großen Protesten, da die Entwickler kurz zuvor versichert hatten, dass es niemals ein Spiel mit Mikrotransaktionen werden soll.